# 札幌温泉電気軌道
札幌温泉電気軌道（さっぽろおんせんでんききどう）とは、1929年（昭和4年）から1933年（昭和8年）まで軌道（路面電車）事業を行なっていた日本の企業である。北海道札幌市の大通西23丁目から、中央区界川495（旭山記念公園駐車場に向かう南9条通（旭山公園通）沿い。界川1丁目、現：児童養護施設「南藻園」付近）にあった札幌温泉への輸送を行うために敷設した路線を運営した。
所有する車両は2両、総延長は2 km足らずのミニ鉄道で、さらには変電所が漏電火災で焼失したことから、1930年（昭和5年）頃にはガソリンカーに切り替えて社名も札幌郊外電気軌道としたが、利用が伸び悩んで1933年（昭和8年）には休線となり、復活することはなかった。
札幌温泉は、定山渓温泉から30 km余りの距離を配管で湯を運び浴場に注ぐという大掛かりな人工温泉浴場であったが、電車の消滅や配管システムのトラブルなどで数年間で営業を終えた。建物は廃墟となって、戦後の1953年（昭和28年）に跡地が鉄道弘済会に売却されるまで残っていた。また札幌温泉のあった付近は後年まで「温泉山」と呼ばれていた。

## 概要
札幌温泉は、温泉を中心とした娯楽施設と宅地分譲を目的に設立された札幌温泉土地株式会社により開発され、1926年（大正15年）5月9日に営業を開始した。泉源は定山渓温泉であり、導管により引湯していた。温泉の開発に並行して、輸送機関である札幌温泉電気軌道が設立され、札幌市電電停に隣接した南一條と温泉下とを結ぶ電気軌道の敷設特許を得て、1929年（昭和4年）6月末に営業を開始した。
初年度こそ約6万7千人の運輸実績をあげたが、開業から14か月余りで漏電による火災で変電所を焼失、札幌市電の架線より給電を受けて営業を続けたものの、札幌市への電力料金支払いが続かず給電を止められる事態となった。このため、変電所復旧までの期限付でガソリン動車の使用認可を得て運行を再開したものの、昭和恐慌と株価大暴落のあおりを受けて温泉の利用者数は激減、輸送量は大幅に低下した。1933年度（昭和8年度）を最後に監督局への報告も停止し、開業からわずか4年で事実上会社は実体を喪失した。
札幌温泉電気軌道（のち、札幌郊外電気軌道）は総延長2 kmに満たないミニ鉄道であったが、国鉄の琴似駅や桑園駅、あるいは山鼻方面への延長計画を打ち上げて増資を図り、系列の札幌鋼索鉄道（発起人総代奥村競）による円山 (札幌市)登山を目的とした鋼索鉄道敷設免許を申請（天然記念物円山原始林保存上支障アルノミナラズ収支償ハザルヲ以ッテ1935年却下）するなど、投機的要素の大きい会社であった。一方で、開拓促進を目的としないことから北海道拓殖鉄道補助に関する法律の対象とならず、経営は不安定であった。最終的には、許可を得ずに運輸営業を休止したことによって特許を取り消されるという、不名誉な最期を迎えることになった。

## 路線データ
- 路線距離：南一條 - 温泉下間 1.83 km
- 軌間：1,067 mm
- 電化方式：直流600V
  - 温泉変電所、回転変流機（交流側372 V、直流側600 V）直流側の出力100 kW、常用1予備1[3]
- 複線区間：なし

## 運行概要
- 6時半から23時まで終日ほぼ30分間隔（気動車化後もほとんど変わらず）
- 冬期は運行休止し、馬そりにより代行

## 歴史
- 1928年（昭和3年）1月13日 札幌温泉電気軌道に札幌郡藻岩村大字円山地内1 mi 32 chの軌道敷設特許[4]、旅客運輸のみ
- 1928年（昭和3年）4月29日 創立総会開催[5]
- 1928年（昭和3年）5月2日 札幌温泉電気軌道株式会社として設立登記（社長河原直孝）（登記簿上の設立の年月日は4月29日）、本店所在地は札幌郡藻岩村大字円山村495番地[5][6][7]
- 1929年（昭和4年）6月30日 開業
- 1930年（昭和5年）8月31日 変電所火災により運行不能となり、9月21日から札幌市電より臨時給電
- 1930年（昭和5年）10月3日 南一條 - 琴似駅前間4.405 kmの軌道敷設特許[8]、旅客および貨物運輸
- 1930年（昭和5年）10月25日 札幌郊外電気軌道株式会社に商号変更（25日決議、31日登記）（社長奥村競）[5][9]
- 1931年（昭和6年）8月21日 ガソリン動力併用認可。26日実施[6]
- 1931年（昭和6年）8月21日 ガソリン客車設計認可（南一條 - 南九條間に限り3か月間のみの期限使用、のちに延期申請と許可を重ねる）
- 1932年（昭和7年）2月22日 南一條 - 温泉下間貨物運輸営業許可（琴似延長の際に貨物運輸を行うため）
- 1932年（昭和7年）11月12日 南七條 - 山鼻馬頭間3.75 kmおよび北五條 - 桑園駅間1.8 kmの軌道敷設特許願却下（1930年（昭和5年）11月27日申請）
- 1933年（昭和8年） 現地会社は実質的な機能を喪失し、営業休止状態に
- 1934年（昭和9年）1月19日 1933年12月21日より1934年4月30日までの営業休止許可
- 1935年（昭和10年）2月26日 1934年5月1日より8月31日までの営業休止許可（後追い）、以後も営業休止許可申請のまま許可を待たずに休業
- 1935年（昭和10年）8月19日 南一條 - 琴似駅前間の軌道敷設特許失効（既設線休業により成業至難と認められるため）[10]
- 1935年（昭和10年）10月12日 北海道庁長官より鉄道大臣・内務大臣に「再開の見込みなく、廃止妥当」との副申
- 1937年（昭和12年）3月8日 特許取消（軌道法による許可を受けずに営業休止のため）[11]

## 停留所
南一條 - 南三條 - 南六條 - 南七條 - 南八條 - 南九條 - 温泉下

## 接続路線
- 南一條：札幌市電一条線（円山三丁目。のち停留所廃止…琴似街道－長生園前間）

## 輸送・収支実績
| 年度 | 乗客（人） | 営業収入（円） | 営業費（円） | 益金（円） | その他損金（円） | 支払利子（円） |
| ---- | ---------- | -------------- | ------------ | ---------- | ---------------- | -------------- |
| 1929 | 67,923     | 3,512          | 9,665        | ▲ 6,153    | 雑損328          | 1,479          |
| 1930 | 66,277     | 3,453          | 6,120        | ▲ 2,667    |                  | 2,758          |
| 1931 | 22,688     | 1,218          | 3,525        | ▲ 2,307    |                  | 6,319          |
| 1932 | 19,838     | 874            | 2,278        | ▲ 1,404    |                  | 5,202          |
| 1933 | 8,914      | 517            | 1,326        | ▲ 809      |                  | 2,122          |

- 鉄道統計資料、鉄道統計各年度版

## 車両
デ1-2
汽車会社東京支社、昭和4年製。開業に際して用意された木造二軸電動客車。設計認可は1929年（昭和4年）6月22日。シングルルーフで定員50名（座席28立席22）。電動機は35馬力×2。シングルポール集電。廃止後、電動機の盗難に遭い、他鉄道への売却は現時点不明。
キハ1
汽車会社東京支社、昭和5年製。変電所焼失により購入された2軸ガソリン動車。設計認可は1931年（昭和6年）8月21日。機関はフォードAAで出力21.8kW（約29.6馬力）。定員34名（座席18立席16）。汽車会社試作レールカーのストック品と考えられる。出力不足を理由に、50‰勾配区間を有する南九條 - 温泉下間を除いた南一條 - 南九條間のみで3か月間使用との限定認可により使用開始、以降は期限延期許可を得て使用を続けた。軌道廃止後は機関をフォードV8に換装して北見鉄道に売却。北見鉄道廃止後は小名浜臨港鉄道に転じ、客車として戦後まで姿が見られた。